# 피에르 은쿠룬지자

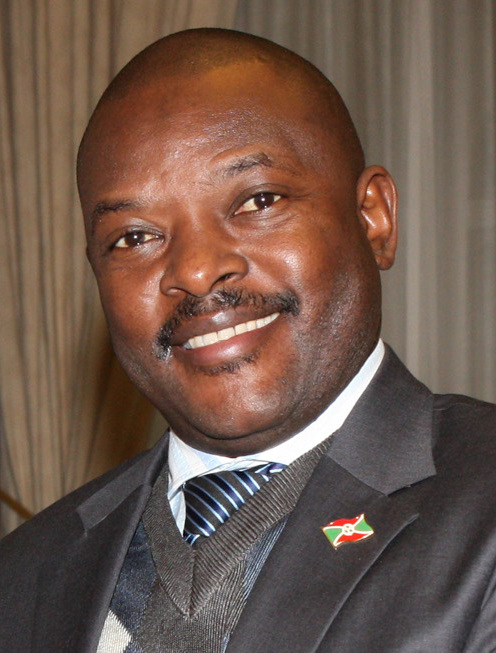
피에르 은쿠룬지자

피에르 은쿠룬지자(프랑스어: Pierre Nkurunziza, 문화어: 삐에르 은쿠룬지자, 1964년 12월 18일 ~ 2020년 6월 8일)는 부룬디의 후투족 출신 정치인으로, 2005년부터 부룬디의 대통령을 맡았었다. 그는 후투족 출신으로는 두 번째로 선거로 선출된 부룬디 대통령이었으며, 1993년부터 2005년까지 진행된 부룬디 내전 후 최초로 민주적인 선거에 의해 당선된 대통령이었다. 2010년 7월 1일에 출마한 대통령 선거에서 총 득표 중 91.62% 득표율로 재선에 성공하였다. 2020년 6월 8일에 심장발작으로 사망하였다.

## 인물과 경력
그는 부룬디의 수도 부줌부라 태생으로, 그의 아버지는 부룬디 국회의원을 지낸 정치인으로서 부룬디의 민족 대립이 격화된 1972년에 살해되었다. 피에르 은쿠룬지자는 부줌부라 대학교에서 교육과 스포츠를 전공하고 1990년에 졸업했으며, 졸업 전에는 초등학교 및 중등 학교의 교사로 일했다.
1993년 부룬디 내전이 발발할 당시에는 부줌부라 대학의 강사로 있었고, 1995년부터는 반정부 투쟁에 참가하여 후투족의 민병 조직 민주방위국민평의회(CNDD-FDD)의 병사가 되었다.
후에 IRIN과의 인터뷰에 따르면, 그는 1995년 투치군이 캠퍼스를 습격해 200명의 학생이 살해당했고, 투치족이 자신도 죽이려했기 때문에 민주방위국민평의회(CNDD-FDD)의 병사가 되었다고 고백하였다. 또 그와 동시에 부룬디 내전은 강요당한 전쟁이었다고 주장하였다.
병사가 된 지 3년 뒤인 1998년에는 CNDD-FDD의 지도자에 임명되었고, CNDD-FDD가 평화 합의에 응한 후 2003년 말부터 잠정 정부의 구성원이 되었다. 2005년 7월에 행해진 국정 선거에서 상원과 하원 모두 정당이 된 CNDD-FDD가 승리하면서 사실상 압도적인 차이로 대통령에 당선되었다.
2005년 8월 26일부터 부룬디 대통령 직을 수행했으며, 종교는 프로테스탄트 계통의 신생이다. 그는 1994년에 결혼해 아내와 아들 둘을 두었으며, 형제는 대부분 내전에서 사망했지만, 현재 여동생 한 명이 생존해있다. 또한, 2015년 4월 26일에 3선 출마를 발표하자 야당과 부룬디 국민들의 반발과 시위로 인하여 2015년 부룬디 시위가 발생했다.
2020년 6월 8일에 카루지의 병원에서 사망하였다. 공식적인 사인은 심근 경색이지만, 언론은 코로나19로 의심된다는 보도를 하였다. 특히 케냐의 신문 스탠다드는 은쿠룬지자가 사망하기 일주일 전 그의 부인이 코로나19 치료를 위해 나이로비로 이동했다고 보도했다. 은쿠룬지자는 2020년 8월 말에 대통령직 퇴임 예정이었고 신설된 ‘애국심의 최고 지도자(Guide suprême du patriotisme)’에 등극할 예정이었다.